# Pedilochilus angustifolius
Pedilochilus angustifolius är en orkidéart som beskrevs av Rudolf Schlechter. Pedilochilus angustifolius ingår i släktet Pedilochilus och familjen orkidéer. Inga underarter finns listade i Catalogue of Life.